# موش صحرایی کره‌ای
موش صحرایی کره‌ای (نام علمی: Apodemus peninsulae) نام گونه‌ای از تیره موشان است.